# Montmélian
Montmélian település Franciaországban, Savoie megyében. Lakosainak száma 4041 fő (2022. január 1.). Montmélian Arbin, La Chavanne, Cruet, Sainte-Hélène-du-Lac, La Thuile és Porte-de-Savoie községekkel határos.

## Népesség
A település népességének változása:
| Lakosok száma | 4083 | 4112 | 4197 | 4123 | 4101 | 4102 | 4064 | 4058 | 4041 |
|               | 2013 | 2015 | 2016 | 2017 | 2018 | 2019 | 2020 | 2021 | 2022 |